# Cumella bacescui
Cumella bacescui är en kräftdjursart som beskrevs av Petrescu och Thomas M. Iliffe 1994. Cumella bacescui ingår i släktet Cumella och familjen Nannastacidae. Inga underarter finns listade i Catalogue of Life.